# Comma 22 (film)
Comma 22 (Catch-22) è un film del 1970 diretto da Mike Nichols.
Il soggetto del film, con protagonisti Alan Arkin e Martin Balsam, è tratto dal romanzo omonimo di Joseph Heller.

## Trama
Seconda guerra mondiale, Mar Mediterraneo: il capitano John Yossarian, bombardiere di un B-25 dell'esercito americano, è di stanza nella base mediterranea di Pianosa. Insieme ai membri della sua squadriglia è continuamente impegnato in missioni molto pericolose, ma, dopo aver visto morire i suoi amici, cerca una via di fuga. Mentre la maggior parte degli equipaggi viene rimandata a casa dopo venticinque missioni, il suo ufficiale in comando, il colonnello Cathcart, continua ad aumentare il numero minimo di missioni, fino a raggiungere l'inarrivabile cifra di ottanta, una cifra che deriva dalla brama di pubblicità di Cathcart, desideroso di venire menzionato sul Saturday Evening Post.
Dopo che il dottor Daneeka gli spiega il "Comma 22", che recita "Chi è pazzo può chiedere di essere esentato dalle missioni di volo, ma chi chiede di essere esentato dalle missioni di volo non è pazzo", Yossarian scopre che nemmeno un esaurimento mentale lo porterebbe all'agognata libertà. Perseguitato, in diversi flashback ricorrenti nel corso del film, dalla morte cruenta di Snowden, il giovane mitragliere della torretta del suo B-25, Yossarian si rifiuta temporaneamente di indossare la sua uniforme, su cui Snowden ha sanguinato, e si presenta nudo alla cerimonia di consegna di una medaglia.
Yossarian fa la conoscenza del tenente Milo Minderbinder, che passa rapidamente da essere un ufficiale addetto ai rifornimenti della squadriglia a magnate capitalista coinvolto in schemi di guadagno sul mercato nero. La squadriglia di bombardieri è popolata da molti altri personaggi comicamente strani: il maggiore Major, l'ufficiale operativo della squadriglia, viene promosso a comandante di squadriglia senza aver mai volato su un aereo, e si rifiuta di vedere chiunque nel suo ufficio mentre è dentro, istruendo il sergente Towser che le persone possono vederlo unicamente quando è fuori (la persona doveva aspettare in sala d'attesa finché il maggiore non se ne fosse andato, e solo allora sarebbe potuto entrare).
Intrappolato da questa logica contorta, Yossarian osserva come i singoli membri dello squadrone ricorrano a mezzi insoliti per far fronte alla situazione: il tenente Minderbinder escogita elaborati schemi di mercato nero, mentre il folle capitano "Aarfy" Aardvark commette un omicidio per mettere a tacere una ragazza che ha violentato. Il tenente Nately si innamora di una prostituta, il maggiore Danby fa stupidi discorsi di incoraggiamento prima di ogni lancio di bombe e il capitano Orr continua a precipitare in mare. Nel frattempo, l'infermiera Duckett si concede occasionalmente un letto a Yossarian.
Nately muore in seguito a un accordo tra Milo e i tedeschi, che prevede lo scambio di cotone in eccesso in cambio del bombardamento della propria base da parte della squadriglia. Durante un passaggio, Yossarian condivide la notizia con la prostituta del capitano Nately, che tenta di ucciderlo. A causa delle continue lamentele di Yossarian, Cathcart e il tenente colonnello Korn decidono di rimandarlo a casa, promettendogli una promozione a maggiore e conferendogli una medaglia per aver salvato fittiziamente la vita di Cathcart.

## Produzione
Il giovane regista Mike Nichols, che aveva all'attivo già due grandi successi (Chi ha paura di Virginia Woolf? e Il laureato), ebbe carta bianca dalla produzione e decise di allestire il set a Guyamas, paesino sperduto nel deserto messicano: qui venne ricostruito un enorme hangar militare con diciotto aerei da guerra B-25 e il regista poté agire con grande disinvoltura. Questo tuttavia fece lievitare i costi del film, che raggiunsero i 18 milioni di dollari.
Le riprese procedettero molto lentamente, in parte per la meticolosità di Nichols, in parte per una serie di eventi sfavorevoli che condizionarono negativamente la lavorazione: un'epidemia di epatite virale, l'arresto e l'espulsione di numerose comparse per possesso e utilizzo di droghe e la tragica morte di una controfigura. L'arrivo sul set di Orson Welles, che doveva girare una piccola parte, rischiò inoltre di compromettere definitivamente la lavorazione: grande egocentrico e accentratore, Welles entrò in conflitto con il regista comportandosi come se fosse lui a dirigere il film, suggerendo le inquadrature da adottare e criticando le scelte di Nichols.

## Distribuzione
Nelle intenzioni, il film avrebbe dovuto ripetere il successo di M*A*S*H, inserendosi nel filone delle commedie antimilitariste. A lavorazione terminata tuttavia, il film fu distribuito nelle sale senza incontrare il successo di pubblico sperato e senza recuperare il capitale speso.